# Thorbjørn Risager

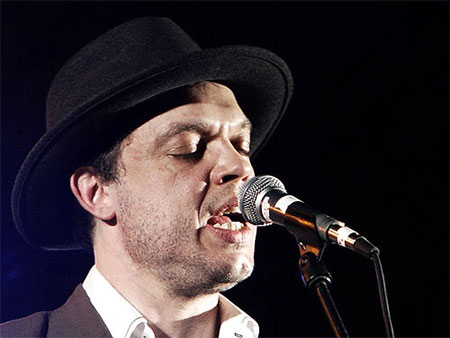
Thorbjørn Risager (2009)

Thorbjørn Risager (* 19. Mai 1971 in Gundsø) ist ein dänischer Musiker, der sich im Spannungsfeld von Blues, R&B, Rock, Jazz und Soul bewegt. Er studierte am renommierten Rytmisk Musikkonservatorium in Kopenhagen. 2002 gründete der Gitarrist, Sänger und Songschreiber mit Musikern aus der Kopenhagener Bluesszene das Septett Thorbjørn Risager Blue7, mit dem er 2004 das Debütalbum Live 2004 einspielte.
2005 wurde Risager als dänischer Bluesmusiker des Jahres ausgezeichnet. Ab der zweiten CD From The Heart erschienen seine Alben nicht mehr unter Thorbjørn Risager Blue7, sondern nur noch unter seinem Namen. Seit der 2014er Veröffentlichung Too Many Roads firmiert die für die Aufnahmen zum Oktett erweiterte Formation unter Thorbjørn Risager & The Black Tornado.
Außer mit seiner Band tritt Risager auch im Duo mit dem Pianisten Emil Balsgaard auf. Als seine Vorbilder nennt er Ray Charles und B. B. King.

## Diskografie
- Live 2004 (2004)
- From the Heart (2007)
- Here I Am (2007)
- Live at the Victoria (2009)
- Track Record (2010)
- Dust & Scratches (2012)
- Between Rock and Some Hard Blues – The First Decade (2013; nur als MP3-Download erhältlich)
- Thorbjørn Risager & The Black Tornado: Too Many Roads (Ruf Records, 2014) – Preis der deutschen Schallplattenkritik Bestenliste 3/2014[5] sowie Jahrespreis 2015[6]
- Songs from the Road (CD+DVD; Ruf Records, 2015)
- Change My Game (Ruf Records, 2017)
- Come On In (Ruf Records, 2020)
- Best of (Ruf Records, 2021)
- Navigation Blues (Provogue, 2022)
- Thorbjørn Risager & The Black Tornado: House of Sticks (Provogue, 2025) Preis der deutschen Schallplattenkritik Bestenliste 2/2025[7]